# Vester Hjermitslev (dokumentarfilm)
|  | Denne artikel er oprettet af botten Steenthbot ud fra en ekstern database. Den kan derfor have sproglige fejl eller mangler. Denne skabelon kan fjernes efter kontrol af indholdet. |

Vester Hjermitslev er en dansk dokumentarisk optagelse fra 1939.

## Handling
Optagelserne er fra Vester Hjermitslev og viser bl.a. klip fra Hejlehuset i Enkestræde samt landsbyens butikker, handlende og håndværkere.
Om huset - Hejlehuset - og haven i Enkestræde, nu Thomas P. Hejlesvej 6, i Vester Hjermitslev: Her boede Thomas P. Hejles mor, Johanne Sørensen, kaldet Jáhan (vendsysselsk dialektisk udtale af navnet Johanne). I Hejlehuset, der var ejet af Thomas Hejle, holdt han og hustruen, Gerd, sommerferie hvert år. Efter Hejles død i 1952 fortsatte Gerd Hejle med at komme i huset i ferier. Hun tillod i 1958, at huset i vinterperioden blev benyttet som ungdomsklub for landsbyens unge. Hejleklubben" blev navnet på denne første ungdomsklub på landet. Klubben fungerer stadig og har fortsat i 2011 til huse på adressen, Thomas P. Hejlesvej 6 i Vester Hjermitslev. Ved Gerd Hejles død i 1991 var huset testamenteret til "Hejleklubben".